# Altona-Nord
Altona-Nord è un quartiere della città tedesca di Amburgo. È compreso nel distretto di Altona.